# Kaman K-MAX
Kaman K-MAX — американский гражданский вертолёт («летающий кран»), спроектированный специально для транспортировки грузов (массой до 2720 кг) на внешней подвеске. Построен по традиционной для Kaman схеме синхроптера с двумя перекрещивающимися роторами.
Опытный образец выпущен Kaman Aircraft в 1991, в 2007 продолжается мелкосерийное производство. 

## История создания
В 1980-е годы компания «Kaman», традиционно занимавшая узкую нишу поставщика противолодочных вертолётов для ВМС США и не способная конкурировать на равных с крупными авиапромышленниками, сделала попытку закрепиться на узких, нишевых рынках авиатехники. В последнее десятилетие практической деятельности Чарльза Камана такой целью стал рынок «летающих кранов». Постройка летающего крана почти «с нуля», а не на существующей платформе позволила бы повысить экономичность машины. Прототип К-MAX поднялся в небо вскоре после ухода Камана с поста управляющего компанией, в 1991 году, первый серийный K-MAX — в январе 1994 г.

## Конструктивные особенности
Вертолет двухвинтовой, перекрещивающейся схемы (синхроптер), с одним ГТД и трехопорным шасси. Вертикальное и горизонтальное оперение управляемое, как у самолета. 
Вертолет одноместный, не имеет пассажирской кабины и даже места для второго летчика. Узкий фюзеляж обеспечивает летчику хороший обзор, особенно в заднем направлении груза, подвешенного на конце троса.
Силовая установка оптимизирована на скороподъёмность с грузом; горизонтальная скорость ограничена 185 км/ч без груза и 146 км/ч с грузом. Фюзеляж — из алюминиевых сплавов. Винты, установленные с развалом осей 10° — из композитного материала (стеклопластик, углеволокна, деревянные лонжероны) с управляемыми закрылками Камана.
По мнению фирмы Kaman, схема вертолета с перекрещивающимися несущими винтами является наиболее эффективной при выполнении операций с вертикальным подъемом грузов, так как она обеспечивает уменьшение расхода мощности, массы конструкции, уровня шума, вибраций, затрат на техничесвое обслуживание, а также безопасность, связанную с отсутствием рулевого винта.
Системы вертолета максимально упрощены, вертолёт спроектирован с учетом требования минимального технического обслуживания в полевых условиях. Отсутствуют гидравлические приводы, сервозакрылки лопастей несущего винта обеспечивают малые усилия на ручке управления; управление полётом ручное. В электросистеме используется только постоянный ток; свинцово-кислотная аккумуляторная батарея не требует технического обслуживания.

## Беспилотная версия
Беспилотная версия K-MAX разрабатывается совместно компаниями Kaman Aerospace и Lockheed Martin. В конце 2011 года ожидалось прибытие двух прототипов в Афганистан для прохождения шестимесячных испытаний по доставке провизии и боеприпасов на отдаленные аванпосты. Перед отправкой в Афганистан K-MAX прошел испытания на доставку боеприпасов на полигоне в Юма, штат Аризона. Беспилотная версия способна перевозить грузы массой до 2,7 тонны на расстояние до 500 км. Максимальная скорость до 185 км/ч. В Афганистане первый беспилотный полёт без груза прошел 15 октября 2011 года, а первая поставка припасов состоялась через два дня.
Новая модель — K-MAX TITAN — первый в мире тяжёлый беспилотный вертолет для коммерческого рынка; первый полёт в апреле 2021.

## Эксплуатация
Из 37 выпущенных в 1991—2003 машин (включая опытные образцы) на конец 2007 года эксплуатируются 23, 2 хранятся на заводе Kaman. Наибольший налёт, 20 000 часов, зафиксирован у машины с заводским номером 006 в мае 2007 года. Машины применяются при строительстве и вывозе леса из удалённых и горных районов США, Австрии, Кореи, Колумбии, Перу, Швейцарии, Японии. Машины, эксплуатируемые в Перу и Колумбии, принадлежат государственному департаменту США.
Безвозвратно потеряно 12 машин, в том числе:
- 21 апреля 1998 пилот американского N224GM (заводской номер 0022), набрав при взлёте высоту 60 м, по ошибке выключил питание двигателя. При вынужденной посадке машина опрокинулась и была списана, пилот получил лёгкие травмы. Расследование показало, что выключатель питания находился в опасной близости от выключателя электромагнитного топливного фильтра, который и должен был быть задействован после взлёта. По итогам расследования NTSB предписало Kaman изменить раскладку приборных панелей и переоснастить выпущенные машины[7].
- 13 сентября 1999 DHFZA (заводской номер 0018), вывозивший брёвна с лесосеки в Австрии, совершил вынужденную посадку из-за отказа двигателя. Пилот получил лёгкие травмы, машина списана[8].
- 11 июля 2000 N311KA (заводской номер 0017), вывозивший брёвна с лесосеки в штате Вашингтон, упал в лес из-за технической неисправности трансмиссии. Пилот получил тяжёлые травмы[9].
- 25 июля 2003 N314KA (заводской номер 0015), занятый на тушении пожара в штате Вашингтон и возвращавшийся с пустой ёмкостью для воды, объявил сигнал бедствия и рухнул на землю. Пилот погиб. Расследование установило катастрофическое разрушение несущих винтов из-за коррозии и усталости металла. На момент катастрофы машина 1996 года выпуска налетала всего 4577 часов[10].
- 12 мая 2004 N162KA (заводской номер 0010) вывозивший брёвна с лесосеки, задел винтом кроны деревьев, пилот погиб. Ошибка пилота[11].
- 11 октября 2004 разбился швейцарский HB-XQA (заводской номер 008). Пилот получил лёгкие травмы[12].
- 12 марта 2006 N133KA (заводской номер 005) разбился в штате Орегон, США. Ошибка пилота в нештатной ситуации[13].
- 17 марта 2007 в США разбился N263KA (заводской номер 0033), пилот погиб. Причина катастрофы — халатно выполненный ремонт редуктора, разрушившегося в воздухе, и последующие ошибки пилота при выполнении вынужденной посадки[14].
- 2 октября 2007 HB-ZEH (заводской номер 0014) разбился при транспортировке брёвен в Ильгау (Швейцария); пилот получил лёгкие травмы[15]. 29 июля 2003 эта же машина была причиной смертельного несчастного случая — брёвна, сорвавшиеся с подвеса, убили человека на земле[16].
- 17 июня 2013 в Афганистане разбился беспилотный K-MAX; по неустановленой причине перешёл в неуправляемый полёт и разбился[17].

## Лётно-технические характеристики
Приведены данные K-Max.
Источник данных: Jane's 

Технические характеристики
- Экипаж: 1 пилот
- Грузоподъёмность: 2721 кг
- Длина: 15,85 м
- Ширина: 15,67 м
- Длина фюзеляжа: 12,73 м
- Диаметр несущего винта: 14,73 м (каждый)
- Высота: 4,14 м
- Площадь, ометаемая несущим винтом: 340,9 м² (общая)
- База шасси: 4,27 м
- Колея шасси: 3,68 м
- Масса снаряжённого: 2334 кг
- Максимальная взлётная масса: 2948 кг
  - с подвеской: 5443 кг
- Объём топливных баков: 865 л (+238,5 л дополнительный бак в грузовом отсеке)
- Масса топлива во внутренних баках: 705 кг
- Силовая установка: 1 × турбовальный Honeywell T53-17A-1
- Мощность двигателей: 1 × 1350 л.с. (1 × 1007 кВт (взлётная))

Лётные характеристики
- Максимально допустимая скорость: 185 км/ч
  - с подвеской: 148 км/ч
- Практическая дальность: 494 км 
  - с подвеской: 369 км
- Продолжительность полёта: 2 ч 41 мин
  - с дополнительным баком: 3 ч 41 мин
- Практический потолок: 4572 м
- Статический потолок:  
  - с использованием эффекта земли: 8020 м
  - без использования эффекта земли: 8875 м
- Скороподъёмность: 12,7 м/с
- Нагрузка на диск: 17,2 кг/м²
- Тяговооружённость: 171,5 Вт/кг